# Zirjanka (folyó)
A Zirjanka  (oroszul: Зырянкa) folyó Oroszország ázsiai részén, Jakutföldön. A Kolima bal oldali mellékfolyója. Hossza 299 km, vízgyűjtő területe 7310 km².
A forrásai a Cserszkij-hegyláncban találhatók, kelet felé folyik a Kolima-alföld mentén, számos kanyarulattal és holtággal a középső és alsó szakaszon. További 106 km megtétele után a Zirjanka találkozik a Kolimával az azonos nevű településnél. Általában hó és jég borítja október és május vége között, hasonlóan a medence összes többi folyójához. Tutajozásra és horgászatra használják. 
Főbb települések: Ugolnij, Zirjanka. Kőszénlelőhely található a folyó medencéjében. A folyót többek között a következő halak népesítik be: pénzes pér, csuka, süllő, omul.

## Fordítás
- Ez a szócikk részben vagy egészben  a   Zyryanka (river) című angol Wikipédia-szócikk ezen változatának fordításán alapul.  Az eredeti cikk szerkesztőit annak laptörténete sorolja fel. Ez a jelzés csupán a megfogalmazás eredetét és a szerzői jogokat jelzi, nem szolgál a cikkben szereplő információk forrásmegjelöléseként.